# Zingiber
Zingiber is een geslacht van kruidachtige planten uit de
gemberfamilie (Zingiberaceae). Het bestaat uit ongeveer 140 soorten die voornamelijk voorkomen in Azië. Het plantengeslacht komt van nature voor in de tropen van Azië en de Pacifische eilanden. De naam Zingiber is afgeleid van een Sanskriet woord dat verwijst naar stierenhoorn. Zingiber behelst een aantal planten met medicinale en culinaire waarde. Hieronder bevindt zich Zingiber officinale (gember).

## Culinair gebruik
Een aantal Zingiber-soorten wordt in de keuken gebruikt. Myoga (Zingiber mioga) wordt gewaardeerd vanwege de stengel en bloemen. De wortelstok van Zingiber officinale is het klassieke specerij gember. Gember kan op verschillende manieren worden gebruikt: vers, gekonfijt, gedroogd of in poedervorm.

## Soorten
- Zingiber acuminatum Valeton
- Zingiber albiflorum R.M.Sm.
- Zingiber apoense Elmer
- Zingiber argenteum Mood & Theilade
- Zingiber atrorubens Gagnep.
- Zingiber aurantiacum (Holttum) Theilade
- Zingiber banhaoense Mood & Theilade
- Zingiber barbatum Wall.
- Zingiber bisectum D.Fang
- Zingiber bradleyanum Craib
- Zingiber brevifolium N.E.Br.
- Zingiber bulusanense Elmer
- Zingiber capitatum Roxb.
- Zingiber cernuum Dalzell
- Zingiber chlorobracteatum Mood & Theilade
- Zingiber chrysanthum Roscoe
- Zingiber chrysostachys Ridl.
- Zingiber citriodorum Theilade & Mood
- Zingiber clarkei King ex Baker
- Zingiber cochleariforme D.Fang
- Zingiber collinsii Mood & Theilade
- Zingiber coloratum N.E.Br.
- Zingiber corallinum Hance
- Zingiber curtisii Holttum
- Zingiber cylindricum Thwaites
- Zingiber densissimum S.Q.Tong & Y.M.Xia
- Zingiber eberhardtii Gagnep.
- Zingiber eborinum Mood & Theilade
- Zingiber elatior (Ridl.) Theilade
- Zingiber elatum Roxb.
- Zingiber ellipticum (S.Q.Tong & Y.M.Xia) Q.G.Wu & T.L.Wu
- Zingiber flagelliforme Mood & Theilade
- Zingiber flammeum Theilade & Mood
- Zingiber flavomaculosum S.Q.Tong
- Zingiber flavovirens Theilade
- Zingiber fragile S.Q.Tong
- Zingiber fraseri Theilade
- Zingiber georgeae Mood & Theilade
- Zingiber gracile Jack
- Zingiber gramineum Noronha ex Blume
- Zingiber griffithii Baker
- Zingiber guangxiense D.Fang
- Zingiber gulinense Y.M.Xia
- Zingiber idae Triboun & K.Larsen
- Zingiber incomptum B.L.Burtt & R.M.Sm.
- Zingiber inflexum Blume
- Zingiber integrilabrum Hance
- Zingiber integrum S.Q.Tong
- Zingiber intermedium Baker
- Zingiber junceum Gagnep.
- Zingiber kawagoii Hayata
- Zingiber kelabitianum Theilade & H.Chr.
- Zingiber kerrii Craib
- Zingiber kunstleri King ex Ridl.
- Zingiber lambii Mood & Theilade
- Zingiber laoticum Gagnep.
- Zingiber larsenii Theilade
- Zingiber latifolium Theilade & Mood
- Zingiber leptorrhizum D.Fang
- Zingiber leptostachyum Valeton
- Zingiber ligulatum Roxb.
- Zingiber lingyunense D.Fang
- Zingiber loerzingii Valeton
- Zingiber longibracteatum Theilade
- Zingiber longiglande D.Fang & D.H.Qin
- Zingiber longiligulatum S.Q.Tong
- Zingiber longipedunculatum Ridl.
- Zingiber longyanjiang Z.Y.Zhu
- Zingiber macradenium K.Schum.
- Zingiber macrocephalum (Zoll.) K.Schum.
- Zingiber macroglossum Valeton
- Zingiber macrorrhynchus K.Schum.
- Zingiber malaysianum C.K.Lim :
- Zingiber marginatum Roxb.
- Zingiber martinii R.M.Sm.
- Zingiber matutumense Mood & Theilade
- Zingiber meghalayense Kumar, Mood, Singh & Sinha
- Zingiber mekongense Gagnep.
- Zingiber menghaiense S.Q.Tong
- Zingiber mioga (Thunb.) Roscoe : Japanse gember
- Zingiber molle Ridl.
- Zingiber monglaense S.J.Chen & Z.Y.Chen
- Zingiber monophyllum Gagnep.
- Zingiber montanum (J.König) Link ex A.Dietr. Cassumunar ginger
  [ Syn. Z. (= A. momum) cassumunar; Z. purpureum ]
- Zingiber multibracteatum Holttum
- Zingiber neesanum (J.Graham) Ramamoorthy
- Zingiber neglectum Valeton
- Zingiber negrosense Elmer
- Zingiber neotruncatum T.L.Wu, K.Larsen & Turland
- Zingiber newmanii Theilade & Mood
- Zingiber nigrimaculatum S.Q.Tong
- Zingiber nimmonii (J.Graham) Dalzell
- Zingiber niveum Mood & Theilade
- Zingiber nudicarpum D.Fang
- Zingiber odoriferum Blume
- Zingiber officinale Roscoe : gember
- Zingiber oligophyllum K.Schum.
- Zingiber olivaceum Mood & Theilade
- Zingiber orbiculatum S.Q.Tong
- Zingiber ottensii Valeton
- Zingiber pachysiphon B.L.Burtt & R.M.Sm.
- Zingiber panduratum Roxb.
- Zingiber papuanum Valeton
- Zingiber pardocheilum Wall. ex Baker
- Zingiber parishii Hook.f.
- Zingiber paucipunctatum D.Fang
- Zingiber pellitum Gagnep.
- Zingiber pendulum Mood & Theilade
- Zingiber peninsulare Theilade
- Zingiber petiolatum (Holttum) Theilade
- Zingiber phillippsiae Mood & Theilade
- Zingiber phumiangense Chaveer. & Mokkamul
- Zingiber pleiostachyum K.Schum.
- Zingiber porphyrosphaerum K.Schum.
- Zingiber pseudopungens R.M.Sm.
- Zingiber puberulum Ridl.
- Zingiber pubisquama Ridl.
- Zingiber raja C.K.Lim & Kharuk.
- Zingiber recurvatum S.Q.Tong & Y.M.Xia
- Zingiber roseum (Roxb.) Roscoe
- Zingiber rubens Roxb.
- Zingiber rufopilosum Gagnep.
- Zingiber simaoense Y.Y.Qian
- Zingiber smilesianum Craib
- Zingiber spectabile Griff.
- Zingiber squarrosum Roxb.
- Zingiber stenostachys K.Schum.
- Zingiber stipitatum S.Q.Tong
- Zingiber striolatum Diels
- Zingiber sulphureum Burkill ex Theilade
- Zingiber thorelii Gagnep.
- Zingiber tuanjuum Z.Y.Zhu
- Zingiber vanlithianum Koord.
- Zingiber velutinum Mood & Theilade
- Zingiber vinosum Mood & Theilade
- Zingiber viridiflavum Mood & Theilade
- Zingiber wandingense S.Q.Tong
- Zingiber wightianum Thwaites
- Zingiber wrayi Prain ex Ridl.
- Zingiber yingjiangense S.Q.Tong
- Zingiber yunnanense S.Q.Tong & X.Z.Liu
- Zingiber zerumbet (L.) Roscoe ex Sm.